# 바츨라프 2세 (보헤미아 공작)
바츨라프 2세(체코어: Václav II., 1137년 ~ 1192년)는 보헤미아의 공작(재위: 1191년 ~ 1192년)이다.
보헤미아의 공작인 소베슬라프 2세의 동생이다. 올로모우츠와 브르노 공작을 역임했지만 1179년 베드르지흐에 의해 추방당했다. 1191년 콘라트 2세가 후사 없이 사망하면서 보헤미아로 귀환했다.
보헤미아의 공작으로 즉위한지 불과 3개월 만에 오타카르 1세에 의해 폐위당했다. 바츨라프 2세는 신성 로마 제국의 황제였던 하인리히 6세에게 도움을 요청했지만 루사티아 변경백에게 체포되었고 사망할 때까지 감옥에 수감되었다.
| 전임 콘라트 2세 | 보헤미아의 공작 1191년 ~ 1192년 | 후임 오타카르 1세 |